# شفث (بني مطر)

تعديل مصدري - تعديل

شفث هي إحدى قرى عزلة ديان بمديرية بني مطر التابعة لمحافظة صنعاء، بلغ تعداد سكانها 329 نسمة حسب تعداد اليمن لعام 2004.